# Vladimir Vorobjov
Vladimir Vorobjov (russisk: Владимир Егорович Воробьёв) (født 11. september 1937 i Sankt Petersborg i Sovjetunionen, død 21. december 1999 i Sankt Petersborg i Rusland) var en sovjetisk filminstruktør, skuespiller og manuskriptforfatter.

## Filmografi
- Truffaldino iz Bergamo (Труффальдино из Бергамо, 1976)[1][2]
- Ostrov sokrovisjj (Oстpoв сокровищ, 1982)